# エイブリー・スキナー
エイブリー・スキナー（Avery Skinner、1999年4月25日 - ）は、アメリカ合衆国の女子バレーボール選手。アメリカ代表。

## 来歴

### クラブチーム
テキサス州ケイティ出身。バスケットボール選手の父をもち、自身は13歳のときにバレーボールを始めた。2017年にケンタッキー大学へ進学し幼児教育とコミュニケーション研究の学位を取得し、2021年にベイラー大学へ転校し大学院で1年間プレーすることを選択した。卒業後の2022年、フランスリーグAのBéziers Volleyへ入団しプロのバレーボール選手としてのキャリアをスタートさせる。2022/23シーズンはフランスカップで優勝を果たし、自身はMVPとベストスコアラー賞を受賞した。2023/24シーズンはイタリアセリエA1のキエーリ'76・バレーボールと契約した。

### 代表チーム
2022年、アメリカ代表に初選出され、同年のパンアメリカンカップでは銅メダルを獲得。大会のベストスコアラーと、ベストアウトサイドヒッター賞を受賞した。2023年より本格的にシニア代表で活動し、ネーションズリーグに出場した。

## 球歴
- オリンピック - 2024年
- ネーションズリーグ - 2023年、2024年
- パリ五輪予選 - 2023年

## 受賞歴
- 2022年 - パンアメリカンカップ ベストスコアラー、ベストアウトサイドヒッター賞
- 2023年 - フランスカップ MVP、ベストスコアラー

## 所属クラブ
- ケンタッキー大学（2017-2021年）
- ベイラー大学（2021-2022年）
- Béziers Volley（2022-2023年）
- キエーリ'76・バレーボール（2023-）